# Batbajan di Bulgaria
Bàtbajan (in bulgaro: Батбаян) appartenente al clan Dulo, fu l'ultimo sovrano della Grande Bulgaria. Nelle cronache è citato anche con nomi alternativi: Bezmer, Bezmes Bayan, Bajan, Bojan, Bat-Bojan, Batbai, Batpai, Batbojan e Batvian.

## Origini
La maggior parte degli storici identifica Batbajan con Bezmer, menzionato nel Nominalia dei khan bulgari. Si ritiene che fosse il primogenito dei cinque figli di Khan Kubrat, fondatore della Grande Bulgaria.

## Biografia
Durante il regno di Khan Kubrat, il primogenito Batbajan guidava la tribù degli Utiguri, la stessa del padre. I suoi fratelli presiedevano le altre principali tribù proto-bulgare: Kotrag era a capo dei Kutriguri, mentre Asparukh governava gli Onoguri, la più numerosa.
Alla morte di Kubrat, Batbajan assunse il comando dell'unione tribale e regnò sui territori a nord del Mar Nero e del Mar d'Azov. Tuttavia, dopo soli tre anni dovette affrontare la contesa dei fratelli, che rivendicavano il diritto alla successione. Le tensioni sfociarono in lotte interne che lo costrinsero a rifugiarsi in Crimea, proprio mentre nel frattempo i Cazari invadevano le steppe fra il fiume Don e i Monti Urali, a quanto testimonia un accordo tra Batbajan e il Khaghan dei Cazari, stipulato nel 668.
Avendo perso gran parte dei suo dominio, Batbajan condivise ciò che restava del suo regno con lo zio Šambat. Nel 668 la Grande Bulgaria cadde sotto il controllo della Khazaria e cessò di esistere.
Una leggenda popolare bulgara narra che Batbajan tentò la fuga verso il Danubio insieme alla sorella Houba. Durante questa disperata ritirata egli trovò la morte.